# وورس

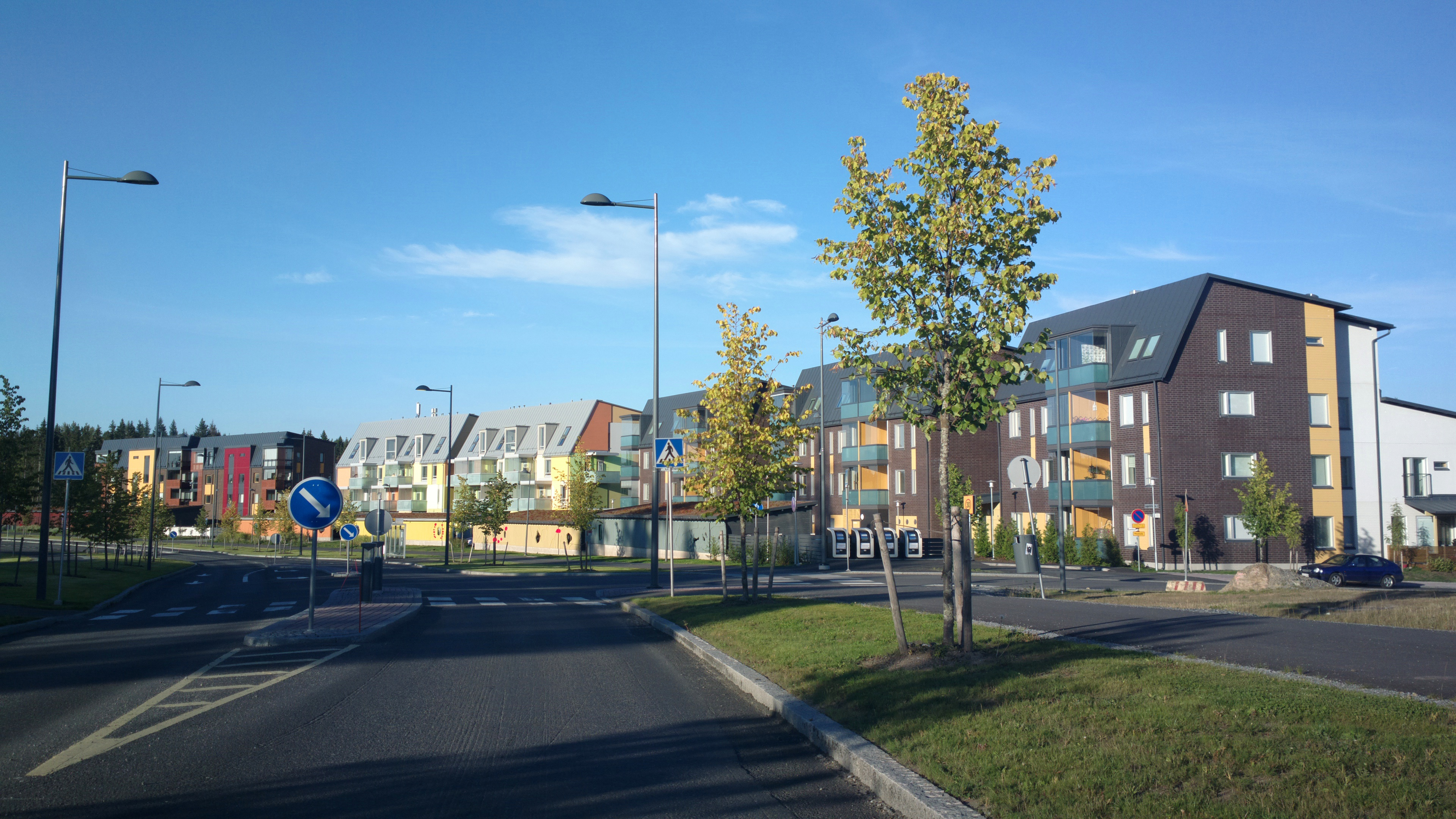
وورس در سال ۲۰۱۳

وُورِس (تلفظ فنلاندی: [ˈʋuo̞̯re̞s̠] ناحیه‌ای است که در مرز تامپره و لمپله در منطقه پیرکانما، فنلاند واقع شده‌است. هر شهرداری در منطقه خود در حال ساخت و ساز است، اما یک طرح جامع جزئی برای همکاری تصویب شده‌است. در سمت تامپره، ساخت و ساز در سال ۲۰۱۰ آغاز شد. این منطقه از نظر زمین و طبیعت متنوع است و دریاچه‌های متعددی در آن وجود دارد. در تحدید منطقه شهری سال ۲۰۱۹، وورس منطقه شهری خود را با مساحت ۳٬۰۳ کیلومتر مربع تشکیل داد. این منطقه شهری ۵۳۵۵ نفر جمعیت داشت و دومین منطقه شهری پرجمعیت فنلاند با تراکم جمعیت ۱۷۶۷ نفر در کیلومتر مربع بود.

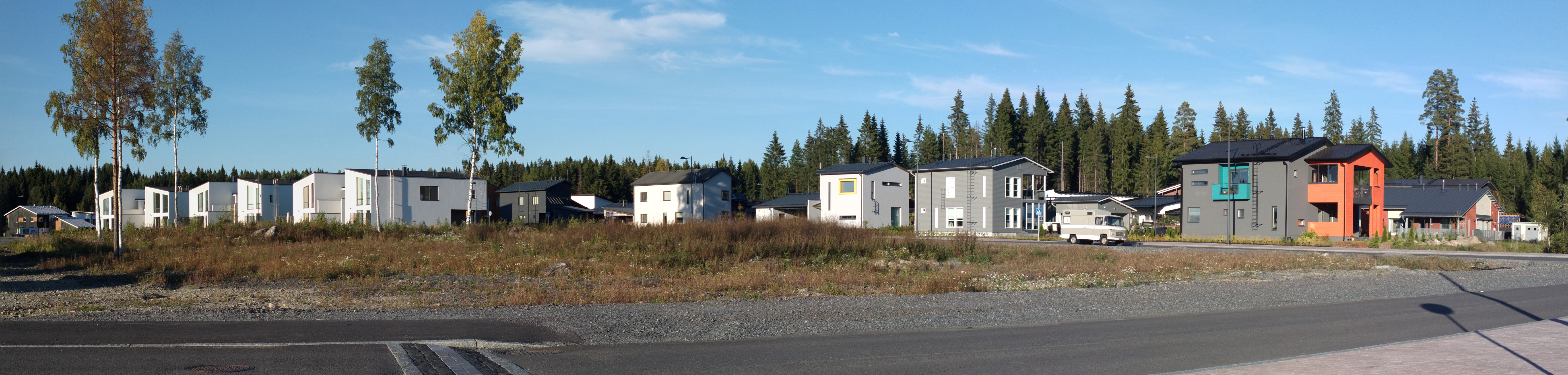
منطقه نمایشگاه مسکن ۲۰۱۲ وورس

## برنامه‌ریزی شهری
تامپره به عنوان شهر بزرگتر در توسعه وورس مشارکت می‌کند. پروژه‌های توسعه‌ای در حال انجام در وورس برای ارتقای دسترسی خانوارها به انرژی‌های تجدیدپذیر، مانند نیروی انرژی بادی و برق خورشیدی وجود دارد. همچنین یک سیستم جمع‌آوری جامع زباله در وورس فعالیت دارد. برنامه‌ریزی ترافیک وورس نیز بر اساس ترابری عمومی کارآمد است. حمل و نقل توسط اتوبوس‌ها اتجام می‌شود، اگرچه طراحی برای اجرای تراموا نیز ارائه شده‌است. بر اساس طرح جامع منطقه ای راه‌آهن تامپره، خطوط تراموا می‌تواند در دهه ۲۰۳۰ در وورس اجرا شود.
طبق یک بیانیه مطبوعاتی که توسط شهر تامپره در اکتبر ۲۰۱۶ منتشر شد، حدود ۱۱۰۰۰ نفر تا سال ۲۰۲۵ به وورس خواهند آمد یک نمایشگاه مسکن نیز در سال ۲۰۱۲ در این منطقه برگزار شد.